# Roll in My Sweet Baby's Arms
Roll in My Sweet Baby's Arms is een Amerikaans bluegrassnummer dat bekend werd door Flatt & Scrugs, een duo bestaande uit gitarist en mandolinespeler Lester Flatt en banjospeler Earl Scruggs. Zij vormden een duo en traden op met een band als "Lester Flatt, Earl Scruggs & the Foggy Mountain Boys". Hoewel het nummer een traditional is, werd als componist Charlie Monroe (1903-1975) vermeld, Charlie was de oudere broer van Bill Monroe, de vader van de virtuoze bluegrassmuziek.

## Oorsprong
Een eerdere versie werd in 1931 opgenomen door het duo Buster Carter And Preston Youn met Posey Rorer op fiddle, die het nummer op single uitbrachten als B-kant van "It's Hard To Love And Can't Be Loved". Als componist staat Carter vermeld.
Als een van de inspiratiebronnen van het nummer wordt "Lulu" of "My Lula Gal" genoemd, een liedje over een vrouw met veel minnaars, waarvan meerdere min of meer schunnige versies afgeleid zijn.

## Tekst en melodie
refrein:
coupletten:
I ain't gonna work on the railroad,
I ain't gonna work on the farm
Lay down the shack ’til the mail train comes back
And I’ll roll in my sweet baby’s arms
Now where were you last Friday night
While I was lying in jail
Walking the streets with another man
Wouldn’t even go my bail
I know you parents don’t like me
They drove me away from your door
If I had my life to live over
I’d never go there any more

## Bekende uitvoeringen
- Buck Owens bracht het als "Rollin' in My Sweet Baby's Arms" in augustus 1971 als tweede single uit van zijn album Ruby. Het nummer piekte op nr. 2 op de Billboard Hot Country Singles-hitlijst.
- Leon Russell nam het op onder zijn countrynaam Hank Wilson op het album Hank Wilson's Back Vol. I.
- The Flying Burrito Brothers brachten het uit op hun alnum Live in Amsterdam
- Dillard & Clark brachten het nummer op hun album Through The Morning Through The Night